# Hyttdammen (Silvbergs socken, Dalarna)
Hyttdammen är en sjö i Säters kommun i Dalarna och ingår i Dalälvens huvudavrinningsområde.